# Campeonato Amapaense de Futebol de 2019
O Campeonato Amapaense de Futebol de 2019 ou Amapazão 2019 foi a 74.ª edição da principal divisão do futebol no Amapá, a 28.ª desde o estabelecimento da fase profissional. A disputa é organizada, promovida e administrada pela Federação Amapaense de Futebol (FAF) e teve início na quarta-feira, dia 2 de maio de 2019.
A grande novidade do Campeonato Amapaense é a volta do Oratório, que não disputava a competição desde 2015. Assim como nas edições anteriores, o campeão garante vaga na Copa Verde, Copa do Brasil e na Série D do Brasileirão em 2020.

## Participantes
Segundo o Art. 2.º do Regulamento Específico do Amapazão de 2019, estarão inscritos e participarão da competição os filiados, profissionais, que apresentarem requerimento no período de 1 a 31 de março de 2019, conforme resolução a ser publicada no site e átrio da Federação e tiveram suas inscrições deferidas pela presidência da FAF, com os pareceres do Departamento Jurídico, e as informações da Secretaria Geral e Departamento Técnico da FAF.
De certo é que os jogos serão realizados no Estádio Olímpico Milton de Souza Corrêa, o Zerão, em Macapá, com capacidade para 13 680 pessoas. Desde 2015, o local é o único apto a receber jogos profissionais no Amapá.

Em momentos de indecisão, quando havia apenas três times inscritos até a última semana para as inscrições, mais quatro equipes confirmaram presença no estadual, no último dia de inscrição. Coincidentemente, as equipes que iriam disputar o estadual seriam as mesmas que estão competindo no sub-20: Independente, Macapá, Oratório, Santana, São Paulo-AP, Santos-AP, Trem e Ypiranga. Porém, em 5 de maio de 2019 foi liberada a tabela e houve as desistências de Independente, Oratório e Macapá, dessa forma, a competição contou com apenas 5 clubes e foi realizado em julho.
| Equipe                  | Cidade  | Em 2018        | Estádios (capacidade)                                     | Títulos            |
| ----------------------- | ------- | -------------- | --------------------------------------------------------- | ------------------ |
| Santana Esporte Clube   | Santana | Não participou | Estádio Olímpico Milton de Souza Corrêa, o Zerão (13 680) | 7 (último em 1985) |
| São Paulo Futebol Clube | Macapá  | 5º colocado    | Estádio Olímpico Milton de Souza Corrêa, o Zerão (13 680) | 0 (não possui)     |
| Santos Futebol Clube    | Macapá  | Vice-campeão   | Estádio Olímpico Milton de Souza Corrêa, o Zerão (13 680) | 6 (último em 2017) |
| Trem Desportivo Clube   | Macapá  | 3º colocado    | Estádio Olímpico Milton de Souza Corrêa, o Zerão (13 680) | 5 (último em 2011) |
| Ypiranga Clube          | Macapá  | Campeão        | Estádio Olímpico Milton de Souza Corrêa, o Zerão (13 680) | 9 (último em 2018) |

## Regulamento

### Sistema de disputa
A competição terá início em 4 de julho de 2019 e será disputada em turno único, distribuído em três fases: Primeira fase (Classificatória), Segunda fase (semifinal) e Terceira fase (final).

### Fase classificatória
Na primeira fase, os clubes participantes jogam entre si em turno único em sistema de pontos corridos, sendo que os quatro melhores avançam à semifinal. Em caso de igualdade na pontuação, são critérios de desempate: 1) mais vitórias; 2) melhor saldo de gols; 3) mais gols pró; 4) confronto direto; 5) menos cartões vermelhos; 6) menos cartões amarelos; 7) sorteio.

### Fase semifinal
A semifinal será disputada pelos 4 (quatro) clubes mais bem colocados da Fase classificatória no sistema mata-mata em partidas de ida e volta, sendo os confrontos definidos da seguinte forma: 1º colocado contra o 4º colocado e 2º colocado versus o 3º colocado. Em caso de igualdade de pontuação, desempatam: 1) melhor saldo de gols no confronto; 2) disputa de pênaltis.

### Fase final
A Fase final será disputada pelos 2 (quatro) clubes que avançaram da Fase semifinal, no sistema mata-mata em partidas de ida e volta. Em caso de igualdade de pontuação, desempatam: 1) melhor saldo de gols no confronto; 2) disputa de pênaltis.

### Vagas em outras competições
O campeão do Campeonato de Futebol Profissional do Estado do Amapá de 2019 fica assegurada à vaga e participação na Copa do Brasil, edição 2020 e no Série D do Campeonato Brasileiro, edição 2020. Ao vice-campeão do Amapazão de 2019 fica assegurada à vaga e participação no Série D do Campeonato Brasileiro de 2020. Para a Copa Verde, edição 2020 e demais competições, em nível interestadual ou nacional, promovida pela Confederação Brasileira de Futebol (CBF), serão indicadas as equipes de acordo com os critérios estabelecidos pela entidade promotora das competições.

## Primeira fase
| 1 | Santos-AP    | 8 | 4 | 2 | 2 | 0 | 13 | 5  | 8   |
| 2 | Ypiranga-AP  | 8 | 4 | 2 | 2 | 0 | 9  | 6  | 3   |
| 3 | Trem         | 7 | 4 | 2 | 1 | 1 | 12 | 4  | 8   |
| 4 | São Paulo-AP | 3 | 4 | 1 | 0 | 3 | 7  | 8  | -1  |
| 5 | Santana      | 1 | 4 | 0 | 1 | 3 | 4  | 22 | -18 |

| 1 | SAN | SAN | SAN | SAN | SAN |
| 2 | STN | YPI | YPI | YPI | YPI |
| 3 | YPI | STN | SPA | TRE | TRE |
| 4 | TRE | TRE | TRE | SPA | SPA |
| 5 | SPA | SPA | STN | STN | STN |

|  |                             |
|  | Classificados às semifinais |
|  | Eliminados                  |

## Fase final
|  | Semifinais   | Semifinais | Semifinais | Semifinais |   |             | Final | Final | Final | Final |
|  |              |            |            |            |   |             |       |       |       |       |
|  | Trem         | 1          | 1          | 2          |   |             |       |       |       |       |
|  | Ypiranga-AP  | 2          | 1          | 3          |   |             |       |       |       |       |
|  | Ypiranga-AP  | 2          | 1          | 3          |   | Ypiranga-AP | 1     | 0     | 1     |       |
|  |              |            |            |            |   | Ypiranga-AP | 1     | 0     | 1     |       |
|  |              | Santos-AP  | 0          | 2          | 2 |             |       |       |       |       |
|  | São Paulo-AP | Santos-AP  | 0          | 2          | 2 | 0           | 0     | 0     |       |       |
|  | São Paulo-AP |            |            |            |   | 0           | 0     | 0     |       |       |
|  | Santos-AP    | 1          | 5          | 6          |   |             |       |       |       |       |

Em itálico, os times que mandam o primeiro jogo em casa

## Artilharia
| Gols | Jogador                | Time         |
| ---- | ---------------------- | ------------ |
| 7    | Tony Love              | Trem         |
| 6    | Luciano                | Santos-AP    |
| 5    | Jailton                | Ypiranga-AP  |
| 3    | Pecel Acosta           | Santos-AP    |
| 2    | Wesley Rafael          | São Paulo-AP |
| 2    | Dhonata Kairo          | Ypiranga-AP  |
| 2    | Araújo                 | Santos-AP    |
| 2    | Gabriel                | Trem         |
| 1    | Edin Paulista Remerson | Santana      |

| Gols | Jogador                                                                          | Time         |
| ---- | -------------------------------------------------------------------------------- | ------------ |
| 1    | Sílvio Balão Marabá Mateusinho Thiago Costa Léo Ribeiro                          | Trem         |
| 1    | Armando Maranhão Kendel Nené Fernando Aldair                                     | Ypiranga-AP  |
| 1    | Marcão Jhackson                                                                  | São Paulo-AP |
| 1    | William Fazendinha Adriano Jean Marabaixo Lauri Batata Lessandro Preto Barcarena | Santos-AP    |

| 1 | Alexandre | Ypiranga-AP | Santana      |
| 1 | Negão     | Santana     | São Paulo-AP |

## Classificação Geral

### Regras
Fonte: 
- I – Os finalistas obrigatoriamente tem que ocupar a 1ª e a 2ª colocação da Classificação Geral Final;

## Premiação
| Campeonato Amapaense de 2019 |
| ---------------------------- |
| Santos-AP (7.° título)       |